# Mehmet Yozgatlı
Mehmet Yozgatlı (Melle (Duitsland), 9 januari 1979) is een voormalig voetballer.

## Biografie
Mehmet Yozgatlı is een 181 centimeter lange aanvallende middenvelder. Hij begon zijn professionele carrière in 1998 bij Istanbulspor. Galatasaray zag Yozgatlı wel zitten en nam hem het jaar erop over. Bij Galatasaray speelde hij in twee seizoenen in negen competitiewedstrijden. Hij heeft met Galatasaray de UEFA Cup gewonnen.
Halverwege het seizoen 2000/01 werd Yozgatlı verhuurd aan Adanaspor, en in de zomer van 2001 ging hij terug naar het oude nest: Istanbulspor. Na tweeënhalf seizoen daar gevoetbald te hebben, kocht Fenerbahçe hem op 30 januari 2004. Bij Fener viel hij voornamelijk in, maar het kwam ook redelijk wat voor dat hij mocht starten in de basisopstelling. Zijn contract daar liep af in juli 2007, en Yozgatlı vertrok naar de andere grote club uit Istanbul, Beşiktaş. In zijn eerste wedstrijd tegen zijn oude ploeg Fenerbahçe gaf hij een assist. Ondanks dit verloor Beşiktaş met 2-1 van Fenerbahçe (voor de Turkse Super Cup). Het seizoen 07/08 verliep terleurstellend voor Yozgatli en al na een seizoen vertrok de middenvelder naar de Turkse middenmoter Gaziantepspor.
Ondanks dat Mehmet Yozgatlı al een paar keer is uitgekomen voor nationale jeugdelftallen van Turkije, heeft hij geen minuut gespeeld voor het Turks voetbalelftal. Wel werd hij in zijn  Galatasaray-periode geselecteerd voor Turkije. Destijds zei hij echter zonder reden af, waardoor hij werd bestraft door de Turkse voetbalbond.

## Carrière
| Seizoen                         | Land                            | Club                            | Competitie | Wedstrijden | Goals |
| ------------------------------- | ------------------------------- | ------------------------------- | ---------- | ----------- | ----- |
| 1998/99                         | Turkije                         | Istanbulspor                    | Süper Lig  | 27          | 4     |
| 1999/00                         | Turkije                         | Galatasaray                     | Süper Lig  | 9           | 0     |
| 2000/01                         | Turkije                         | Galatasaray                     | Süper Lig  | 0           | 0     |
| 2000/01                         | Turkije                         | Adanaspor                       | Süper Lig  | 16          | 6     |
| 2001/02                         | Turkije                         | Istanbulspor                    | Süper Lig  | 24          | 4     |
| 2002/03                         | Turkije                         | Istanbulspor                    | Süper Lig  | 29          | 1     |
| 2003/04                         | Turkije                         | Istanbulspor                    | Süper Lig  | 18          | 2     |
| 2003/04                         | Turkije                         | Fenerbahçe                      | Süper Lig  | 11          | 1     |
| 2004/05                         | Turkije                         | Fenerbahçe                      | Süper Lig  | 28          | 1     |
| 2005/06                         | Turkije                         | Fenerbahçe                      | Süper Lig  | 27          | 3     |
| 2006/07                         | Turkije                         | Fenerbahçe                      | Süper Lig  | 17          | 2     |
| 2007/08                         | Turkije                         | Beşiktaş JK                     | Süper Lig  | 8           | 0     |
| 2008/09                         | Turkije                         | Gaziantepspor                   | Süper Lig  | 0           | 0     |
| Bijgewerkt tot 07 augustus 2007 | Bijgewerkt tot 07 augustus 2007 | Bijgewerkt tot 07 augustus 2007 | Totaal     | 206         | 24    |